# Fellpoint
Fellpoint Limited war ein britischer Hersteller von Automobilen.

## Unternehmensgeschichte
Robin Statham leitete das Unternehmen aus Penn in der Grafschaft Buckinghamshire. Zwischen 1967 und 1971 stellte er den Minijem her. 1971 begann die Produktion von eigenen Automobilen und Kits. Der Markenname lautete Futura. Im gleichen Jahr endete die Produktion. Insgesamt entstanden davon etwa drei Exemplare. Aus einem der Bausätze wurde erst 1979 ein straßenzugelassenes Fahrzeug.

## Fahrzeuge
Die Basis der Fahrzeuge bildete das Fahrgestell vom VW Käfer. Darauf wurde eine futuristische zweisitzige Coupé-Karosserie montiert. Anstelle von seitlichen Türen schwenkte die Windschutzscheibe seitlich weg, um den Zugang über die Fahrzeugfront ins Innere zu ermöglichen. Zunächst war vorgesehen, vier Scheinwerfer hinter der Frontscheibe zu montieren, dann wurden jedoch aufgrund von gesetzlichen Regelungen Klappscheinwerfer in die Front eingelassen.